# Hassan Abouyoub
Hassan Abouayoub (1952) es un político marroquí. Después de desempeñar en el gobierno del Reino muchas funciones (ministro de Comercio Exterior y de Agricultura o embajador de Marruecos en Francia), fue nombrado el martes 23 de febrero de 2010 embajador en Italia. Se graduó de la Emlyon Business School.